# (3510) Veeder
(3510) Veeder (1982 TP) – planetoida z pasa głównego asteroid okrążająca Słońce w ciągu 4,07 lat w średniej odległości 2,55 j.a. Odkrył ją Edward Bowell 13 października 1982 roku.